# IC 968-1
IC 968-1 — галактика типу S0 (спіральна галактика) у сузір'ї Діва.
Цей об'єкт міститься в оригінальній редакції індексного каталогу.